# Kamasan (Klungkung)
Kamasan is een bestuurslaag in het regentschap Klungkung van de provincie Bali, Indonesië. Kamasan telt 4079 inwoners (volkstelling 2010).